# Francisco de Miguel Álvarez
Francisco de Miguel Álvarez (Santander, Cantabria, 1958) es un diplomático español. Ha sido embajador de España en Libia (2017-2020).

## Formación académica
Hizo sus estudios universitarios en la Universidad de Oviedo y en la Universidad Complutense de Madrid, en la cual se licenció en Filología en 1980. Amplió su formación en la Universidad de Cornell (Estados Unidos), donde obtuvo su Master of Arts y trabajó como profesor ayudante. 

## Carrera profesional
En 1988 ingresó en la carrera diplomática, en la cual ha ocupado diversos puestos en el Ministerio de Asuntos Exteriores y Cooperación y en embajadas de España.
Sus primeros destinos como diplomático fueron en las embajadas españolas en Libia, Finlandia y México. Fue Consejero Técnico de la Secretaría de Estado de Política Exterior para la Unión Europea.
En el periodo 2000-2005 desempeñó el puesto de Representante Permanente Adjunto de España ante los Organismos Internacionales con sede en Viena: ONUV, ONUDD, OIEA, ONUDI, y la Comisión Preparatoria de la OTPCE.
Posteriormente, fue Subdirector general adjunto al director general de Política Exterior y vicepresidente del Comité Conjunto Hispano-Norteamericano. En 2011-2014 estuvo destinado como titular de la Segunda Jefatura en la Embajada de España en Belgrado (Serbia). 
Tras ejercer de Subdirector general de Cooperación Internacional contra el terrorismo, las drogas y la delincuencia organizada del Ministerio de Asuntos Exteriores y Cooperación (2014-2017) fue embajador de España en Libia (2017-2020).